# ابو محمد حسن بن سهلان رامهرمزی
ابو محمد حسن بن سهلان رامهرمزی (ابو محمد حسن بن مفضل بن سهلان) وزیر دانشمند شیعی مذهب بویهی در سال ۳۶۱ هجری قمری در رامهرمز متولد شد. در سال ۴۰۶ هجری قمری از سوی سلطان الدولة دیلمی به وزارت برگزیده شد. سلطان الدولة و مشرف الدولة برای استفاده از وی در اداره حکومت با یکدیگر نزاع کردند و سرانجام بنا شد که ابن سهلان وزیر هیچ‌یکی از آن دو نباشد و مشرف الدولة به نیابت از سلطان الدولة بر عراق حکومت کند.
وقتی سلطان الدولة بر فارس و خوزستان حاکم شد مجدداً ابن سهلان را به وزارت برگزید. مشرف الدوله ابن سهلان را که از سوی سلطان الدوله مأموریت جنگ با او را داشت شکست داد. او را دستگیر و کور کرد و در سال ۴۱۲ هجری قمری مشرف الدولة به همراهی جلال الدولة، ابو طاهر ابن سهلان را به قتل رساندند.

## اقدامات ابن سهلان
- کشیدن دیوار به دور آرامگاه علی ابن ابی طالب
- بازسازی و کشیدن دیوار به دور آرامگاه حسین بن علی[۳]
- کمک و فعالیت به نشر و ترویج معارف
- حمایت از دانشمندان و بزرگان شیعه بغداد و شهرهای دیگر